# Ryska imperiska rörelsen
Ryska imperiska rörelsen, eller Ryska imperierörelsen, förkortat RIR, (ryska: Русское имперское движениe, förkortat РИД/Russkoe imperskoe dvizhenie, RID) är en rysk terroriststämplad ultranationalistisk, nynazistisk, rysk-ortodox kristen, absolut monarkistisk, vit-makt och paramilitär organisation som grundades 2002.
RIR:s bas finns i Sankt Petersburg i Ryssland och dess ledare är Stanislav Vorobjev.
Organisationen har blivit terroriststämplad av USA och Kanada. I början av april 2020 terrorstämplade också USA:s utrikesdepartement tre personer från organisationen: Stanislav Vorobjev, Denis Garijev och Nikolaj Trusjtjalov och betecknade rörelsen som ett internationellt högerextremt säkerhetshot.
RIR är även den första organisationen kopplad till vit-makt-miljön som står med på USA:s lista över terrororganisationer i utlandet.

## Historik
År 2008 bildade RIR sin paramilitära gren, som kallas Imperisk Legion. Imperisk Legion har skickat soldater till Syrien, Libyen och efter att kriget i Donbass i Ukraina bröt ut, började RIR i juli 2014 utbilda och skicka frivilliga soldater till de proryska grupperna i konflikten.

## Ideologier
RIR vill återupprätta Kejsardömet Ryssland, baserat på vad rörelsen definierar som ortodoxt kristna värderingar och etnisk rysk överhöghet gentemot andra folkgrupper i den mångfaldspräglade nationen [Ryssland].
RIR är också starkt emot Europeiska Unionen (EU) och Nato, då de betraktar organisationerna som en del av en judisk konspiration.
RIR är även starkt emot Rysslands regering under president Vladimir Putins styre och demokrati, då de kallar Rysslands nuvarande styre för "antirysk" och "ockupationsstat", och förespråkar istället militant nationalistisk diktatur, något de själva nämner öppet att de eftersträvar. Dock har rörelsen tillåtits stridsträna i Ryssland.

## Internationella relationer

### Ryssland
I Ryssland har RIR kontakter med bland annat Ortodoxa fanbärarnas union, partiet Storryssland, Folkmilisen i Minins och Pozjarskijs namn, Svarta sotnjerna och den paramilitära organisationen Wagnergruppen.

### Serbien
Under 2021 stödde RIR tillsammans med den serbiska klerikala fascistiska organisationen Serbisk aktion en aktivitet vid den ukrainska ambassaden i Belgrad.

### Sverige och Finland
År 2008 besökte RIR Sverige för att delta på Karl XII:s minnesdag i Stockholm tillsammans med det svenska nynazistiska partiet Folkfronten, senare Svenskarnas parti (SvP).
Hösten 2015 uppmärksammades att RIR hade lämnat stöd till den nynazistiska organisationen Nordiska motståndsrörelsen (NMR) och att RIR:s ledare Stanislav Vorobjev hade besökt NMR i Sverige.
Innan bombdåden i Göteborg 2016 och 2017 skedde hade två personer från NMR, Anton Thulin och Viktor Melin, stridstränats av RIR i Sankt Petersburg.
Förutom SvP och NMR har RIR också haft kontakter med de nedlagda Nationalsocialistisk Front (NSF) och Nordiska nationalsocialister (NNS).

### Tyskland
I Tyskland har RIR kontakter med bland annat Tysklands nationaldemokratiska parti.

## Flagga
RIR:s flagga är gul-svart-vit.

### Allmänna källor
- Designation of the Russian Imperial Movement  - United States Department of State
- Putin's 'Nazi' pretext for Russian war on Ukraine is belied by white supremacy ties (nbcnews.com)
- Government of Canada lists 13 new groups as terrorist entities and completes review of seven others - Canada.ca
- Designation of the Russian Imperial Movement  - United States Department of State
- Russian Imperial Movement (RIM) | Counter Extremism Project
- USA terrorstämplar rysk grupp med NMR-koppling (expo.se)
- RIR_PMCVE2020.pdf
- Fascisterna i Ukrainakriget - Ryska imperiska rörelsen - Svenssons Nyheter (zaramis.se)